# Ingrandes (Vienne)
Ingrandes – miejscowość i gmina we Francji, w regionie Nowa Akwitania, w departamencie Vienne.
Według danych na rok 1990 gminę zamieszkiwało 1 765 osób, a gęstość zaludnienia wynosiła 50 osób/km² (wśród 1467 gmin regionu Poitou-Charentes, Ingrandes plasuje się na 160. miejscu pod względem liczby ludności, natomiast pod względem powierzchni na miejscu 107.).